# Loxodera ledermannii
Loxodera ledermannii är en gräsart som först beskrevs av Pilg., och fick sitt nu gällande namn av Georg Oskar Edmund Launert. Loxodera ledermannii ingår i släktet Loxodera och familjen gräs. Inga underarter finns listade i Catalogue of Life.